# 马雷 (孚日省)
马雷（法語：Marey，法語發音：[maʁɛ] ⓘ）是法国大東部大區孚日省的一个市镇，属于讷沙托区。

## 地理
马雷（48°6'4"N, 5°54'4"E）面积7.9 平方千米，位于法国大東部大區孚日省，该省份为法国东北部内陆省份，北起默兹省和默尔特-摩泽尔省，西接上马恩省，南至上索恩省和贝尔福地区省，东临上莱茵省和下莱茵省。
与马雷接壤的市镇（或旧市镇、城区）包括：布勒尔维尔、栋布罗勒塞克、日涅维尔、瑟罗库尔、维维耶勒格拉。

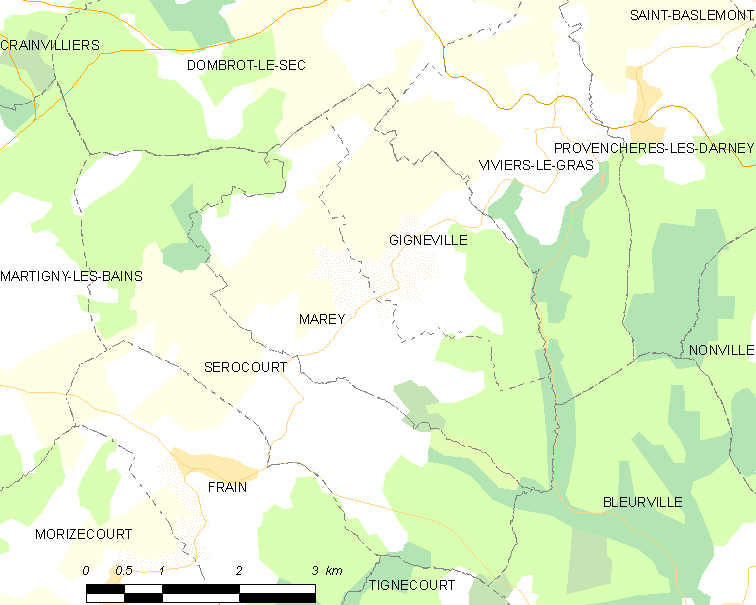
的OSM定位图

马雷的时区为UTC+01:00、UTC+02:00（夏令时）。

## 行政
马雷的邮政编码为88320，INSEE市镇编码为88287。

## 政治
马雷所属的省级选区为达尔内县。

## 人口

1962-2008年间人口变化图示

马雷于2022年1月1日时的人口数量为71人。